# Phare San Diego
Le phare San Diego (en espagnol : faro San Diego) ou phare de Cabo San Diego est un phare habité exploité par l'Armée argentine. Il est situé sur le cap San Diego, à l'extrémité sud-est de la grande île de la Terre de Feu, face au détroit de Le Maire. Il est rattaché administrativement au département d'Ushuaïa dans la province de Terre de Feu, Antarctique et Îles de l’Atlantique Sud, au sud de l'Argentine.

## Histoire
Le phare entre en service le 26 décembre 1934. Il est composé d'une tour en forme de prisme avec un abri blanc et une coupole noire, avec une bonbonne pour le stockage du gaz à son pied. Le phare mesure 13 mètres et il est situé à une altitude de 27 mètres. À l'origine, il fonctionnait avec un système à l'acétylène et une lentille de 1 000 millimètres qui lui permettait d'éclairer jusqu'à une distance de 21,9 milles. En avril 1985, ce système est remplacé par une alimentation à l'énergie solaire, captée au moyen de panneaux solaires et stockée dans des batteries. Sa portée chute alors à 13,2 milles.
Le cap, sur lequel est situé le phare, est peu élevé, il présente des pentes douces qui s'élèvent pour former un promontoire sablonneux de 134 m de haut. Le nom de ce cap a été donné pendant l'expédition des frères Bartolomé et Gonzalo Nodal, le 22 janvier 1619, en hommage au cosmographe et principal pilote de l'expédition, Diego Ramírez de Arellano.

## Codes internationaux
- ARLHS : ARG-030
- Amirauté : G1276
- NGA : 110-20264 .